# ゼロダテ
ゼロダテは、秋田県大館市で2007年より行われているアートイベントである。
大館の市街地に現代アートを設置して展覧会を実施する。
名前は、大館をローマ字で表記した「ODATE」の"O"を、アラビア数字の「0」に置き換え、大館を「0」にリセットしてもう一度見つめ直そうという意味である。
総合プロデューサーは、東京藝術大学准教授の中村政人。創立当時は中村政人、石山拓真、普津澤画乃新など大館出身者を中心に立ち上げた。

## 沿革
- 2006年ゼロダテ創立。
- 2007年8月ゼロダテ大館展第1回開催。会場は大町ハチ公通りを中心に開催。
- 2008年8月-9月ゼロダテ大館展第2回開催。旧田代町の廃校なった山田小学校をレジデンスとして参加作家と地域住民と交流しながら行われた。この年は夏に作品制作、秋に展示会を行った。

以降大町ハチ公通りを中心会場に行われる。
途中からJR大館駅、御成町、田町・栄町、大町ハチ公通りまでの区間を会場として行われる。